# 디오니시우스 엑시구스

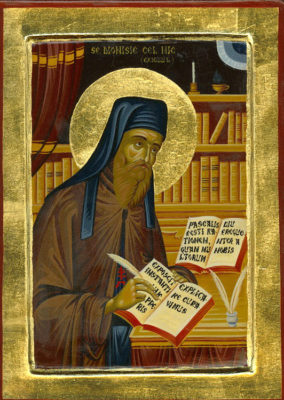

소 디오니시우스 또는 디오니시우스 엑시구스(Διονύσιος ο μικρός, Dionysius Exiguus, 470년 ~ 544년)는 기독교 수도자이자 신학자로 그레고리역과 율리우스역에서 쓰이는 기원후식 표기(A.D., Anno Domini)를 처음 사용한 것으로 알려져있다. 헬라어 성경을 라틴어로 번역하였으며, 니케아 공의회의 신조와 콘스탄티노플 공의회의 신조, 그리고 칼케돈 공의회의 신조도 라틴어로 번역을 하였다. 그가 번역한 문헌들은 서방 교회에 많은 영향을 주었으며 지금도 교회의 행정에 대한 지침으로 사용되고 있다.

## 같이 보기
- 로마 건국 원년
- 태음태양력